# Trampa de Heligoland
Una Trampa de Heligoland es una estructura grande (del tamaño de un edificio) y rígida usada para atrapar aves de modo que puedan ser anilladas o estudiadas de otro modo por ornitólogos.
El nombre viene del lugar en el que se emplearon por primera vez, la isla de Heligoland en Alemania.

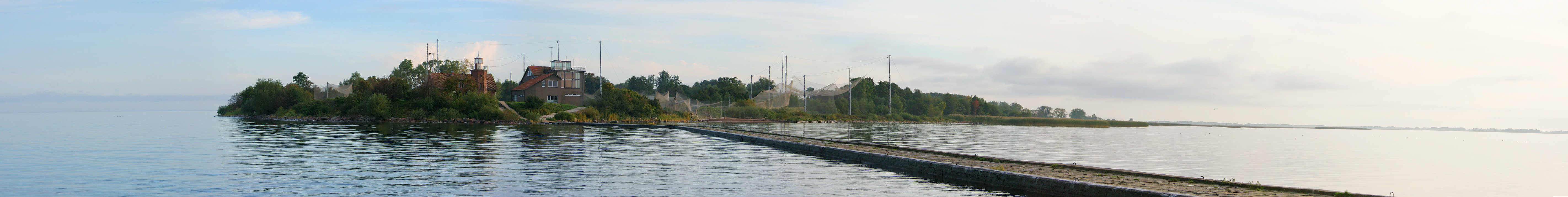
Trampas de Heligoland en el delta del río Niemen, Lituania (al fondo de la fotografía).